# 仲良し同盟
『仲良し同盟』(The Truce Hurts、1948年7月17日)は、「トムとジェリー」の短編映画作品である。日本においては現在パブリックドメインとなっている。

## スタッフ
- 監督 - ウィリアム・ハンナ、ジョセフ・バーベラ
- 製作 - フレッド・クインビー
- 作画 - ケネス・ミューズ、エド・バージ、レイ・パターソン、アーヴン・スペンス
- レイアウト - リチャード・ビッケンバック
- 音楽 - スコット・ブラッドリー

## 作品内容
壮絶なケンカを繰り広げていたトムとジェリーとスパイク（本作では『ブッチ』と呼ばれている）。そのうちにスパイクが「こんな争いに何の意味があるんだ。ネコもネズミも仲良くやっていけるだろ？仲直りしよう」と休戦を持ちかける。
| 「 | 仲良し同盟 我々イヌ、ネコ、ネズミは互いに平和を築くことを共に誓う。破る者は仲間外れとする。 | 」 |

スパイク手製の証書に署名し誓いの握手を交わした3人は、ひとつ屋根の下で寝食を共にすることになる。
それから3人の仲は一変。朝食の用意をするスパイク、ジェリーの歯磨きを手伝うトム、それぞれの体の大きさに合わせて朝食のミルクを満喫する3人。ゴミを漁るブッチにジェリーが食べられそうになればすかさずトムが助けに現れ、そのトムがとある飼い犬の餌食になればスパイクが駆けつけ犬を殴り倒す。「平和条約」を結んだトム達はこのように互いを労わり合いながら、非常に仲のいい暮らしぶりを見せる。その光景にはブッチも気が狂うほどだった。
ある日、3人がそろって散歩に出かけていると、目の前に大きなビーフステーキの肉が現れた。肉屋のトラックが落として行ったのだ。大喜びの三人は早速ステーキを焼くが、分け方を決めるうちに取り合いになり、そのうちにステーキは外のドブに落ちてしまう。
ステーキを食べ損ねたトム達は再び仲間割れ、スパイクも仲直りの証書をビリビリに破き、元通り喧嘩を始めるのだった。

## キャラクター
トム
スパイクが仲直りを宣言した後、ジェリーの歯磨きを手伝ったり、ブッチに食べられそうになったジェリーを助けた。しかし、ステーキを分けようとした際にスパイクから骨だけもらったため反撃したためにスパイクに仕返しされてしまう。そして、ステーキを持ち逃げしようとするジェリーから取り上げようとしてステーキを食べ損ねてしまい、元通り喧嘩を始める。
ジェリー
仲直り後はブッチに食べられそうになったところをトムに助けられた。しかし、ステーキを分けようとした際に小さい分しかもらえなかったためステーキを持ち逃げしようとするも結局食べ損ねてしまい、再び喧嘩をする。
スパイク
三人で喧嘩をしているうちに自ら仲裁に入り仲直りを持ちかけ、仲良しを誓う書類を作成する。朝食の準備をしたり、犬に食べられそうになったトムを助けた。しかし、その後ステーキを分けようとした際に独り占めしようとしたためトム達と取り合いになりステーキを食べ損ねてしまう。そして仲良し同盟の契約書をビリビリに破き、再びトム達と喧嘩を始めてしまう。
ブッチ
いつものようにゴミを漁っていたところでジェリーを見つけ食べようとするも、ジェリーを助けたトムに殴られてしまう。さらにトムが本来餌であるジェリーに優しく接しているのを見て、夢だと言わんばかりに自分の頭を殴ってしまう。
飼い犬
とある家に飼われている犬。飼い主からもらった骨にかぶりついていたところを、散歩していたトムを目撃。骨に飽きた表情を見せてトムを食べようとするが、トムを助けたスパイクに殴られ、その衝撃で歯が抜け落ちてしまった。

## キャスト
| キャラクター | 原語版               | TBS版      | ヘラルド・ポニー版 | 新吹き替え版 |
| ------------ | -------------------- | ---------- | ------------------ | ------------ |
| トム         | ウィリアム・ハンナ   | 八代駿     | 肝付兼太           | 肝付兼太     |
| ジェリー     | ウィリアム・ハンナ   | 藤田淑子   | 堀絢子             | 堀絢子       |
| スパイク     | ビリー・ブレッチャー | 北村弘一   | 玄田哲章           | 宝亀克寿     |
| ブッチ       | ウィリアム・ハンナ   | 鹿島信哉   | -                  | -            |
| 犬           | -                    | 荘司美代子 | -                  | -            |
| ナレーション | -                    | 谷幹一     | -                  | -            |

## 備考
- トム、ジェリー、スパイクの3人が顔に泥を被り黒尽くめになるシーンは、黒人差別の問題でDVD版ではカットされている。この部分は1965年頃にアメリカのCBSで放送された際、「トム、ジェリー、スパイクの顔に泥がかなり多めに被る」と言うシーンに差し替えられた。（そのため、肉屋の車の色が途中から少しだけ変わっている）。